# Pseudophoxinus syriacus
Pseudophoxinus syriacus es una especie de pez actinopterigio de la familia Cyprinidae. Solo se puede encontrar en Siria. Sus hábitats naturales son: los ríos, ríos intermitentes y lagos de agua dulce.
Está amenazada por pérdida de hábitat.